# Устина
Устина (болг. Устина) — село в Болгарии. Находится в Пловдивской области, входит в общину Родопи. Население составляет 2 286 человек.

## Политическая ситуация
В местном кметстве Устина, в состав которого входит Устина, должность кмета (старосты) исполняет Нели Иванова Бундева (независимый) по результатам выборов правления кметства.
Кмет (мэр) общины Родопи — Йордан Георгиев Шишков (Болгарская социалистическая партия (БСП)) по результатам выборов в правление общины.